# 贾妮拉·霍普费尔·阿尔马达
贾妮拉·伊莎贝尔·丰塞卡·霍普费尔·阿尔马达（葡萄牙語：Janira Isabel Fonseca Hopffer Almada，1978年9月27日—）是佛得角律师及政治人物，曾于2014年至2021年担任佛得角非洲独立党主席。

## 早年生活及教育
阿尔马达于1978年9月27日出生于圣地亚哥岛普拉亚。她的父亲戴维·霍普费尔·阿尔马达是一名律师，曾担任佛得角非洲独立党籍的司法部长。她拥有葡萄牙科英布拉大学法学学位和商法研究生学位。

## 职业生涯
阿尔马达是一名律师，曾在她父亲的公司D·霍普费尔·阿尔马达及其合作伙伴担任合伙人。她是佛得角律师协会会员，在2003年至2006年间曾担任佛得角让·皮亚杰大学教授。
阿尔马达在2008年市政选举中担任市政代表，她还曾担任青年、就业和人力资源发展部长。
2014年12月14日，阿尔马达以51.24%的得票率当选佛得角非洲独立党领导人，接替若泽·马里亚·内维斯成为该党最年轻的主席，也是该党第一位女性主席。她带领该党参加了2016年大选，但在争取民主运动获得压倒性胜利后宣布辞职。然而她决定在下次党代会上再次参选，并再次当选党主席。阿尔马达认为她的再次当选是该党成员公民意识的伟大体现。
2016年8月，阿尔马达应邀作为代表出席了安哥拉人民解放运动在安哥拉举行的代表大会。安哥拉人民解放运动和该党均致力于反殖民主义、争取独立的斗争。在会议中，她与括安哥拉人民解放运动以及葡萄牙社会党（其主席为卡洛斯·塞萨尔）等出席代表会晤。
由于佛得角非洲独立党在2021年选举中再次失利，执政党争取民主运动仍维持多数地位，对此阿尔马达辞去了该党党主席职务。